# Cecily of York

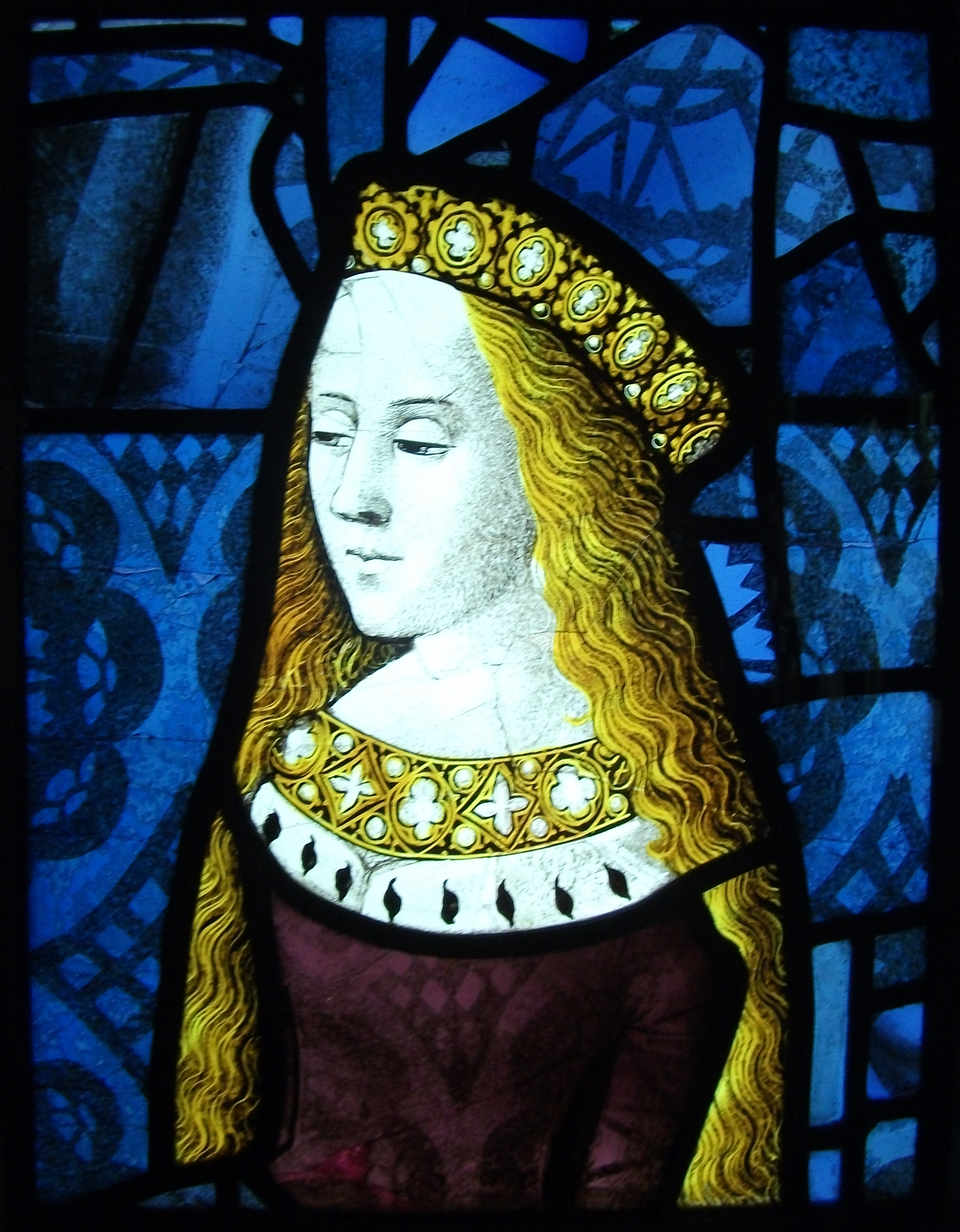
Cecily of York

Cecily of York, Viscountess Welles (* 20. März 1469 im Westminster Palace, London; † 24. August 1507 in Sandown, Isle of Wight oder in Hatfield, Hertfordshire) war eine englische Prinzessin und dritte Tochter von König Eduard IV. von England und dessen Frau Elizabeth Woodville.

## Familie
Cecily wurde am 20. März 1469 als Tochter von König Eduard IV. und dessen Frau Elizabeth Woodville, der Tochter von Richard Woodville, 1. Earl Rivers, und Jacquetta von Luxemburg, im Palace of Westminster geboren. Sie hatte zwei ältere Schwestern, Elizabeth und Mary, und sieben jüngere Geschwister. Cecily war mit zahlreichen englischen Königen verwandt: Sie war die Schwester Eduards V., die Nichte Richards III., die Schwägerin von Heinrich VII., die Tante Heinrichs VIII. und Großtante von Eduard VI., Maria I. und Elisabeth I.

## Kindheit und Jugend

### Kindheit
1474 schloss Eduard IV. einen Heiratsvertrag mit dem schottischen König Jakob III., wodurch Cecily mit dem schottischen Thronfolger Jakob verlobt wurde. Dieser Vertrag war in Schottland allerdings sehr unbeliebt, zudem kam es zu weiteren militärischen Konflikte von Eduard und Jakob. Der englische König zahlte die Mitgift jedoch bis zum 11. Juni 1482, als Cecily durch den Vertrag von Fotheringhay mit Alexander Stewart, Duke of Albany, dem jüngeren Bruder König Jakobs, verlobt wurde. Dieser hatte selbst Ansprüche auf den schottischen Thron erhoben. Er wurde von Eduard zusammen mit dessen Bruder Richard, Duke of Gloucester mit einer Armee nach Schottland gesandt. Richard eroberte die Stadt Berwick upon Tweed zurück und schloss einen Vertrag mit den Kaufleuten von Edinburgh, die die Mitgift zurückzahlen sollten. Eduard IV. nahm das Geld an und löste die Verlobung Cecilys mit Prinz Jakob offiziell. Alexander Stewart wurde 1485 getötet, ohne, dass es zu einer Hochzeit mit Cecily gekommen wäre. Deren Heiratsaussichten hatten sich aber bereits mit dem Tod König Eduards 1483 drastisch geändert.
1480 wurde sie zusammen mit ihrer Schwester Mary als Lady of the Garter in den Hosenbandorden aufgenommen.

### Unter König Richard III.
Nach dem Tod König Eduards machte dessen Bruder Richard, Duke of Gloucester, seine Rechte auf den englischen Thron geltend, obwohl Eduard zwei männliche Erben hatte. Bis heute ist das Rätsel der "Prinzen im Tower" nicht geklärt, fest steht jedoch, dass Richard die Ehe seines Bruders mit Elizabeth Woodville für ungültig erklärte und deren Kinder somit als illegitim betrachtet wurden und den Thron nicht erben konnten. Richard beanspruchte den Thron und durch den im Januar 1484 vom Parlament verabschiedeten Titulus Regius wurde er zum König erklärt und die Kinder Eduards IV. von der Thronfolge ausgeschlossen.
Cecily wurde mit Ralph Scrope of Upsall, einem Unterstützer Richards III., verheiratet. Mit der Thronbesteigung ihres zukünftigen Schwagers, Heinrich VII., wurde die Ehe jedoch annulliert. Cecilys erster Mann wurde später zum 9. Baron Scrope of Masham und starb ca. 1515.

## Unter Heinrich VII.
Heinrich Tudor, der lancastrische Thronanwärter, hatte in Rennes verkündet, dass er die verfeindeten Königshäusern Lancaster und York durch die Heirat mit einer Tochter Eduards IV. vereinen wollte und somit die jahrzehntelang andauernden Rosenkriege beenden wollte. Seine erste Wahl war Elizabeth of York, die älteste Tochter König Eduards und ältere Schwester Cecilys. Wäre sie gestorben, hätte sich Heinrich zweifelsohne Cecily zugewandt, was er in seiner Erklärung ausdrücklich betonte.

### Zweite Heirat
Nach der Thronbesteigung Heinrichs VII. und dessen Heirat mit Elizabeth of York, wurde Cecily Ende 1487 mit einem Lancaster-treuen Adligen, John Welles, 1. Viscount Welles, verheiratet. Er war der Sohn von Lionel Welles, 6. Baron Welles und Margaret Beauchamp of Bletso und somit mütterlicherseits der Halbbruder Margaret Beauforts und Onkel Heinrichs VII. Der Ehe entstammten zwei Töchter: Elizabeth und Anne Welles, die beide jung und unverheiratet starben. Nach seinem Tod am 9. Februar 1499 soll Cecily ihren Mann sehr betrauert haben.

### Bei Hofe
Während der ersten Jahre der Herrschaft Heinrichs VII. spielte Cecily in mehreren königlichen Zeremonien eine tragende Rolle, wie es ihr als Mitglied der königlichen Familie zustand. Sie trug ihren Neffen Prinz Arthur bei dessen Taufe, begleitete ihre Schwester Elizabeth bei deren Krönung und trug die Schleppe Katharina von Aragons bei deren Hochzeit mit Prinz Arthur. Wenngleich der König sie nach ihrer dritten Heirat mit Thomas Kyme, einem Mann von niedriger Geburt, vom Hofe verstieß, fand sie Trost, indem sie Margaret Beaufort (Heinrichs Mutter) aufwartete.

### Dritte Heirat
Trotz ihrer Trauer um ihren verstorbenen Mann John Welles und dem Verlust ihrer beiden Töchter aus dieser Ehe, heiratete Cecily ein drittes Mal. Ihre Hochzeit mit Sir Thomas Kyme fand irgendwann zwischen Mai 1502 und Januar 1504 statt und soll eine Liebesheirat gewesen sein. Da die Ehe jedoch ohne Zustimmung des Königs geschlossen und dieser diese nicht standesgemäße Ehe nicht befürwortete, wurde Cecily erneut vom Hofe verbannt und alle ihre Güter eingezogen. Durch das Eingreifen der Mutter des Königs wurden einige in ihren Besitz zurückgegeben. Diese konnten jedoch nicht an ihren Mann oder eventuelle Kinder, die der Ehe entstammten, vererbt werden.

## Späte Jahre
Cecily verbrachte den Rest ihres Lebens in Ruhe abseits des Hofes. Es gibt wenige Informationen über diese Jahre, vermutlich entstammen der Ehe zwei Kinder, Richard und Margaret (oder Margery), die überlebten, heirateten und Nachkommen hatten. Sie erhielten jedoch keine royalen Titel oder Positionen bei Hofe, wodurch man kaum etwas über sie weiß und sich ihre Existenz nicht historisch belegen lässt.
Prinzessin Cecily starb 1507 mit 38 Jahren nur wenige Jahre nach ihrer dritten Eheschließung. Sie hatte recht bescheiden in East Standen auf der Isle of Wight gelebt.
Laut Edward Halls Chronicle wurde sie in Quarr Abbey auf der Isle of Wight beigesetzt. Es gibt jedoch auch die Theorie, dass sie in Hatfield, Hertfordshire, starb und dort vor Ort an einem als „the friars“ bekannten Ort (vielleicht das Kloster von Kings Lanley) begraben wurde.